# Yasashii Hana
Yasashii Hana (やさしい花?, Teneri fiori) è il primo singolo della cantautrice e pianista giapponese Hanako Oku estratto dall'album Yasashii Hana no Saku Basho e al quale dà parzialmente il nome; fu il primo singolo da lei prodotto sotto etichetta Pony Canyon e venne commercializzato a partire dal 27 luglio 2005.

## Tracklist
1. Yasashii Hana (やさしい花?, Teneri fiori)
2. Yuudachi (夕立?)
3. Yasashii Hana (やさしい花?) (Piano Hikikatari)